# Fengle Shuiku
Fengle Shuiku (kinesiska: 丰乐水库) är en reservoar i Kina. Den ligger i provinsen Anhui, i den östra delen av landet, omkring 240 kilometer sydost om provinshuvudstaden Hefei. Fengle Shuiku ligger 196 meter över havet. Arean är 0,56 kvadratkilometer. I omgivningarna runt Fengle Shuiku växer i huvudsak blandskog. Den sträcker sig 1,2 kilometer i nord-sydlig riktning, och 1,6 kilometer i öst-västlig riktning.
Genomsnittlig årsnederbörd är 2 647 millimeter. Den regnigaste månaden är juni, med i genomsnitt 523 mm nederbörd, och den torraste är oktober, med 58 mm nederbörd.